# Maxwell Holt
Maxwell Philip "Max" Holt, född 12 mars 1987 i Cincinnati i Ohio, är en amerikansk volleybollspelare. Holt blev olympisk bronsmedaljör i volleyboll vid sommarspelen 2016 i Rio de Janeiro.